# UPLC

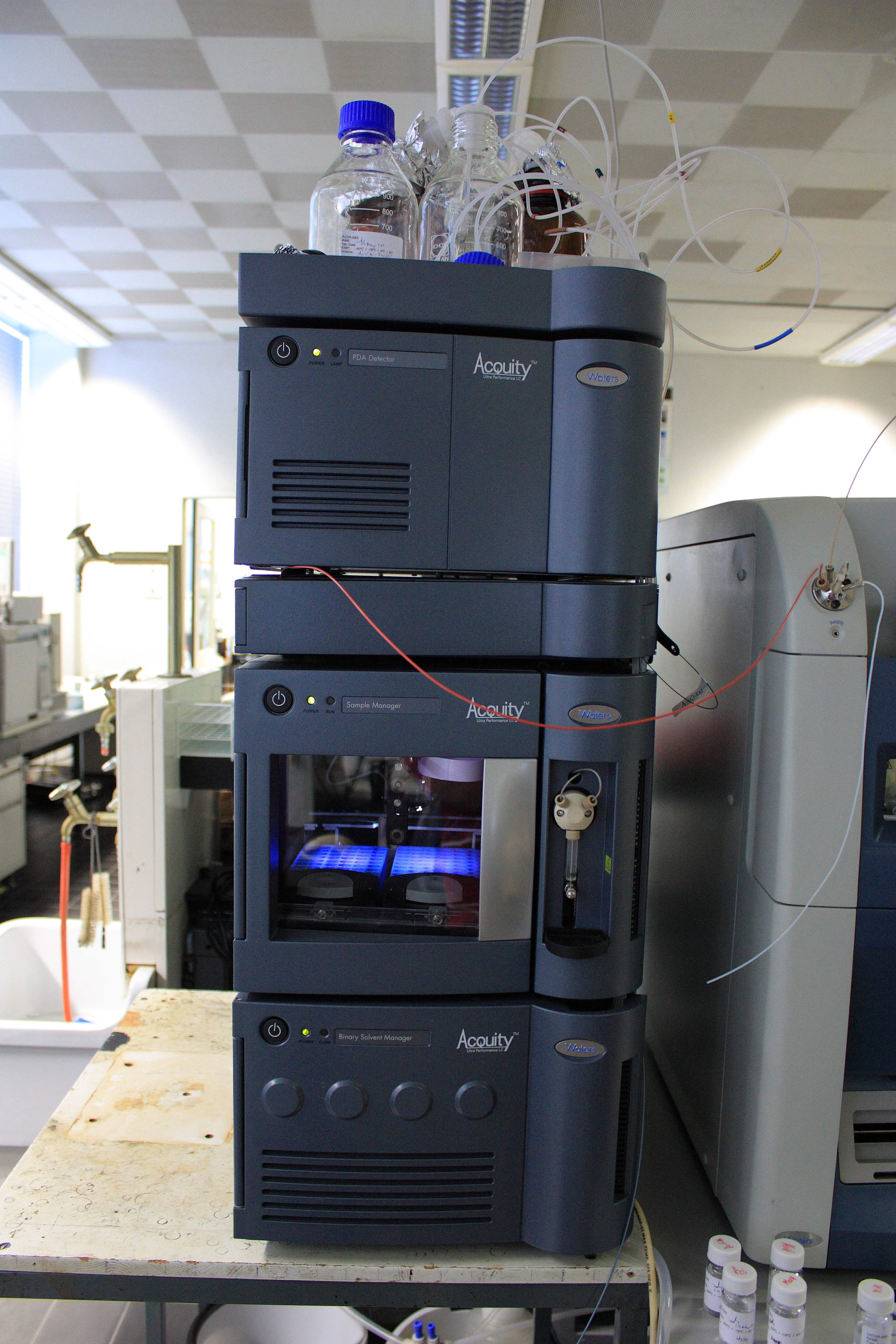
Een foto van ACQUITY UPLC® systeem. Van boven naar beneden: solvent reservoir, PDA detector, kolom/oven, autosampler en de pompen.

Ultra high performance liquid chromatography (UHPLC) is een analysemethode die vaak wordt gebruikt in de analytische chemie (en in de farmaceutische industrie). De werking ervan is gebaseerd op kolomchromatografie die vaak wordt gebruikt om mengsels te onderzoeken. De verschillende analieten (de te onderzoeken stoffen) worden gescheiden (en geïdentificeerd) op basis van hun polariteit en de interactie tussen de analieten zelf, de stationaire fase en de mobiele fase.
Wanneer een bepaalde analiet een grotere affiniteit heeft met de stationaire fase dan met de mobiele fase, zal het er langer over doen om de detector te bereiken. Deze benodigde 'reistijd', de retentietijd, wordt mede beïnvloed door de gebruikte loopvloeistof(fen), de verhouding van de loopvloeistoffen (bij een gradiënt) en de stroomsnelheid van de mobiele fase/loopvloeistof.
Het grootste verschil met HPLC is dat UHPLC met een veel grotere druk werkt (ca. 1000 bar), terwijl een HPLC (slechts) bij 250 bar werkt. Daarnaast werkt een UHPLC ook met kleinere pakkingsmateriaal in de kolom (wat een hogere dichtheid oplevert), waardoor de mobiele fase meer weerstand ondervindt. Dit resulteert in betere scheidingen, maar gaat gepaard met langere retentietijden. Om dit op te heffen wordt er gewerkt onder grotere druk dan bij HPLC. Door zowel te werken onder hogere druk als met kleiner pakkingsmateriaal worden er betere resoluties, smallere pieken en een aanzienlijke verkorting van de retentietijden verkregen.

## De werking van UHPLC

### De pomp
De UHPLC werkt evenals de HPLC op de volgende manier: in het apparaat zit een reservoir van oplosmiddel. Dit oplosmiddel wordt eluens of mobiele fase genoemd. De pomp pompt de mobiele fase met een constante snelheid en druk naar de kolom. Dit wordt bereikt door twee zuigers te gebruiken die in tegenfase werken. Wanneer de ene zuiger het eluens de kolom in perst, zuigt de andere zuiger eluens uit het reservoir aan. Wordt er niet gebruikgemaakt van dit principe, dan kunnen geen stabiele druk en flowsnelheid worden bereikt. Een stabiele druk en flowsnelheid is noodzakelijk omdat deze parameters de retentietijd beïnvloeden.

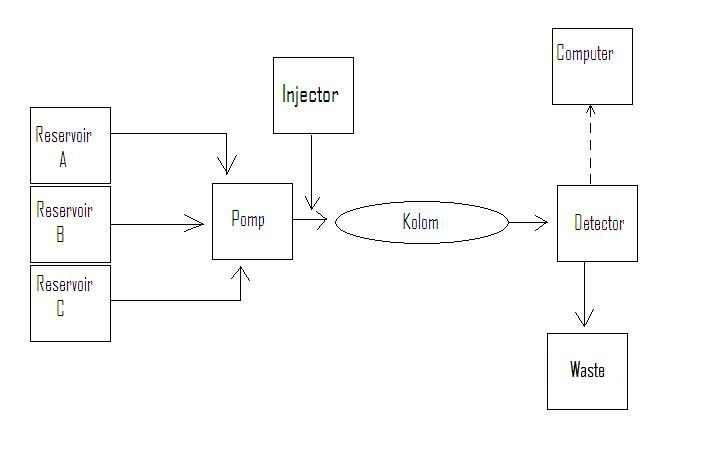
Schematische weergave van de werking van een UHPLC met gradiënt

### De injector
De injector spuit het te onderzoeken monster in de mobiele fase tussen de pomp en de kolom in. Vaak wordt dit automatisch gedaan door middel van een autosampler omdat dit betere resultaten geeft en deze beter te reproduceren zijn. Er zijn verschillende typen injectoren beschikbaar met verschillende hoeveelheden injectiepoorten. De zespoortinjector wordt het meest gebruikt bij analyses met één kolom.

### De kolom
De mobiele fase en het monster komen aan in de kolom. In de kolom zit de stationaire fase. De stationaire fase bestaat uit materiaal dat voor de scheiding zorgt. Dit heet de stationaire fase omdat het materiaal op zijn plek wordt gehouden door de kolom. De mobiele fase en het monster worden onder druk door de kolom heen gepompt. De snelheid waarmee de verschillende analieten door de kolom heen gaan, hangt af van de aantrekking van het analiet ten opzichte van de mobiele fase. Analieten die erg aangetrokken worden door de stationaire fase doen er langer over om door de kolom heen te komen, terwijl analieten die aangetrokken worden door de mobiele fase juist sneller door de kolom heen gaan. Dit komt door de polariteit van het analiet en de polariteit van de stationaire en mobiele fase. Het analiet wordt aangetrokken als de fase en het analiet dezelfde polariteit hebben. De tijd die een analiet nodig heeft om door de kolom heen te gaan, heet de retentietijd.

### De detector
Na de kolom komt het analiet terecht bij een detector. Er zijn veel verschillende soorten detectoren. Enkele detectoren zijn: een fluorescentiemeter, een UV-absorptiedetector, een elektrochemische detector en massaspectrometrie. Het type detector hangt af van de stof die onderzocht wordt. Als bijvoorbeeld de stof UV-licht absorbeert, wordt een UV-absorptiedetector gebruikt. Het koppelen van een HPLC of UHPLC aan een massaspectrometer wordt afgekort tot LC/MS. De data gaan van de detector naar een computer die een chromatogram maakt. Een chromatogram is een representatie van de scheiding die gebeurd is in de analyse. Op een chromatogram is een baseline te zien die de mobiele fase representeert terwijl hij door de detector stroomt. Als een analiet door een detector wordt 'gezien' ontstaat er een respons. Dit heeft tot gevolg dat er een piek ontstaat in het chromatogram. Hoe sneller een analiet door de kolom heen is hoe eerder in het chromatogram de piek te zien is. De hoogte van de piek hangt samen met de concentratie van de analiet die op dat moment door de detector heen gaat. Analieten die langzamer door de kolom heen gaan, hebben vaak een bredere basis maar een lagere piekhoogte. De vloeistof kan na de detector worden opgevangen om verder te testen.

## UHPLC vs. HPLC
De grote verschillen tussen HPLC en UHPLC zijn het gebruik van kleinere deeltjes in de kolom van de UHPLC en de grotere druk waaronder de UHPLC werkt. Bij experimenten waarbij zowel de UHPLC als de HPLC gekoppeld waren aan een massaspectrometer (UHPLC-MS en HPLC-MS) bleek dat de UHPLC-MS veel betere prestaties opleverde. Beide apparaten analyseerden de urine van muizen. Het doel was het detecteren van de metabolieten in de urine. De tak van de wetenschap die zich bezighoudt met analyseren van metabolieten wordt metabolomics genoemd. Hier wordt vaak Nuclear Magnetic Resonance (NMR) spectroscopie voor gebruikt maar steeds vaker wordt er ook gekozen voor HPLC-MS en UHPLC-MS. De HPLC-MS detecteerde 2000 verschillende metabolieten terwijl de UHPLC-MS 13000 verschillende metabolieten wist te detecteren. Dit grote verschil werd vooral toegewezen aan de grotere scheidingscapaciteit. De UHPLC scheidt de metabolieten beter van elkaar en hierdoor komen metabolieten niet tegelijkertijd door de kolom naar buiten waardoor ze elkaar niet beïnvloeden. Bij de HPLC komt het vaker voor dat metabolieten tegelijkertijd aan het uiteinde van de kolom komen, waardoor de metabolieten elkaars ionisatie beïnvloeden en dus ook het resultaat van de massaspectrometer. Dit verschijnsel heet 'ion suppression'. Een ander voordeel is dat de pieken van de UHPLC-MS veel hoger zijn waardoor kleine pieken gedetecteerd konden worden terwijl deze normaal als achtergrondruis zouden zijn afgedaan. Volgens een van de makers van de UHPLC (Waters) is de UHPLC sneller, gevoeliger en heeft een grotere resolutie.

## Loopvloeistof

### Isocratische loopvloeistof
Bij deze methode blijft de loopvloeistof gedurende de gehele doorloop hetzelfde. Hierdoor worden monsters die moeilijk te elueren zijn pas na een lange tijd uit de kolom gespoeld en dus is ook de retentietijd van deze pieken hoog. Dit heeft tot gevolg dat de piekbreedte toeneemt naarmate de retentietijd groter wordt. Volgens de formule voor N geldt:
{\displaystyle N=\left({t_{r} \over \sigma }\right)^{2}}
N = schotelgetal
tr = retentietijd
σ = standaarddeviatie
Door een toename van σ worden de pieken kleiner en breder en kunnen daardoor moeilijker als pieken herkend worden.

### Gradiënt als loopvloeistof
Vaak wordt als loopvloeistof een gradiëntoplossing gebruikt. Het voordeel van deze methode is dat de retentietijd van de moeilijk te elueren pieken verlaagd kan worden, waardoor deze pieken minder breed worden. Minder brede en vlakke pieken kunnen beter als pieken herkend worden en hebben daarom de voorkeur.
Bij een gradiëntoplossing worden twee of meer verschillende oplossingen volgens steeds veranderende verhoudingen met elkaar gemengd. Als er sprake is van 2 oplossingen in de mobiele fase is de een vaak een zwakke oplossing (A) die ervoor zorgt dat het monster langzaam elueert. De ander is een sterke oplossing (B) die ervoor kan zorgen dat het monster sneller door de kolom loopt. Vaak is oplossing A water, oplossing B is een organische stof die met water een homogene oplossing kan vormen. Geschikte en veel gebruikte organische stoffen zijn acetonitril, methanol en isopropanol.
Een gradiënt kan volgens continu of stapsgewijs gevormd worden. Beide methoden hebben uiteindelijk hetzelfde effect. In het begin bestaat de mobiele fase grotendeels uit zwakke oplossing (A) , maar gedurende de analyse ontstaat een gradiënt waarbij de concentratie van de sterke oplossing (B) stijgt en de concentratie van oplossing A daalt.

## Parameters

### Grootte en vorm deeltjes
Bij de UHPLC worden kleinere deeltjes gebruikt dan bij de HPLC. Deze kleinere deeltjes zorgen voor een groter oppervlak van de stationaire fase binnen de kolom waardoor de scheiding van de stoffen beter plaats kan vinden. Hoe kleiner de deeltjes worden, des te meer druk er nodig is.
{\displaystyle P=f*\left({{\mu *\eta *l} \over \pi *d^{2}*r^{2}}\right)}
- P = druk
- d = diameter pakkingsdeeltjes
- f = vorm van de pakking
- {\displaystyle \mu } = stroomsnelheid
- {\displaystyle \eta } = viscositeit van het loopmiddel
- l = kolomlengte
- r = kolomradius

Als men bijvoorbeeld de grootte van de deeltjes (d) halveert, wordt de benodigde druk (p) vier keer zo groot.
Het grootste verschil tussen de HPLC en UHPLC is dat de laatste gebruikmaakt van sterkere pompen en van metalen leidingen voor de delen die onder deze hoge druk komen te staan. Hierdoor kan met behulp van de UPLC een druk van 1000 bar worden behaald. Deze druk is nodig om de retentietijd hetzelfde te houden, al dan niet te verkorten.

## Normal Phase & Reversed Phase UHPLC
|                     | Stationaire fase | Mobiele fase |
| ------------------- | ---------------- | ------------ |
| Normal Phase (NP)   | Polair           | Apolair      |
| Reversed Phase (RP) | Apolair          | Polair       |

Bij normal phase-UHPLC wordt gebruikgemaakt van een kolom waarvan de stationaire fase polair is. Deze stationaire fase bestaat uit kleine korrels silica (kleiner dan 2,5 μm) met polaire groepen. Deze polaire groepen kunnen onder andere bestaan uit hydroxylgroepen of aminogroepen of cyanogroepen. De gebruikte loopvloeistof moet dan apolair zijn. Hexaan, cyclohexaan en dichloormethaan zijn voorbeelden van apolaire loopvloeistoffen. NP-UHPLC kan worden gebruikt om polaire stoffen te onderzoeken.
Reversed phase-UHPLC maakt gebruikt van een apolair stationaire fase en een polair loopvloeistof. De apolaire groepen kunnen bijvoorbeeld uit een octyl(C8)groep of een octadecyl(C18)groep. Voorbeelden van polaire loopvloeistoffen zijn water, methanol, acetonitril en tetrahydrofuraan. RP-UHPLC wordt gebruikt om apolaire stoffen te onderzoeken.

## Foto's

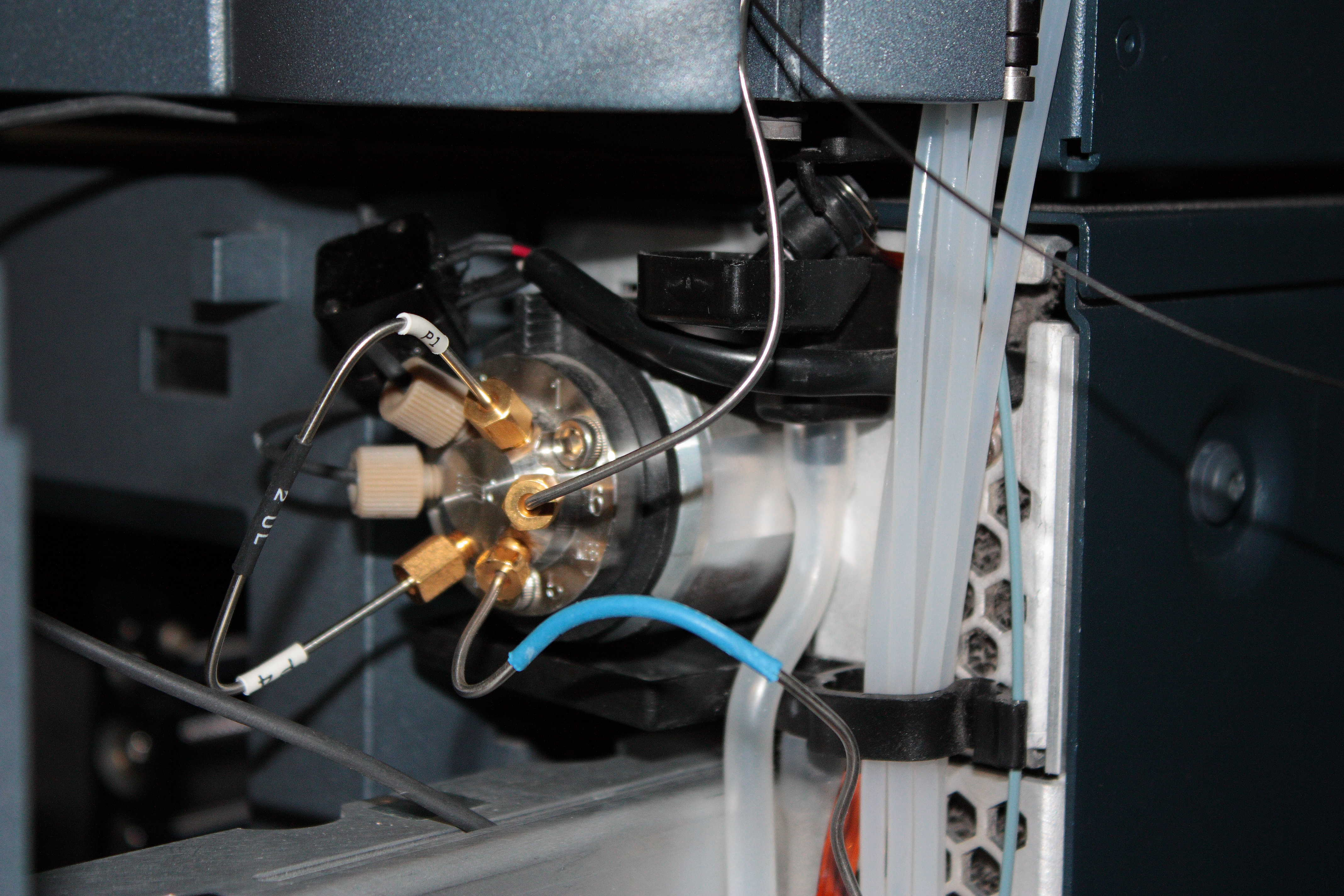
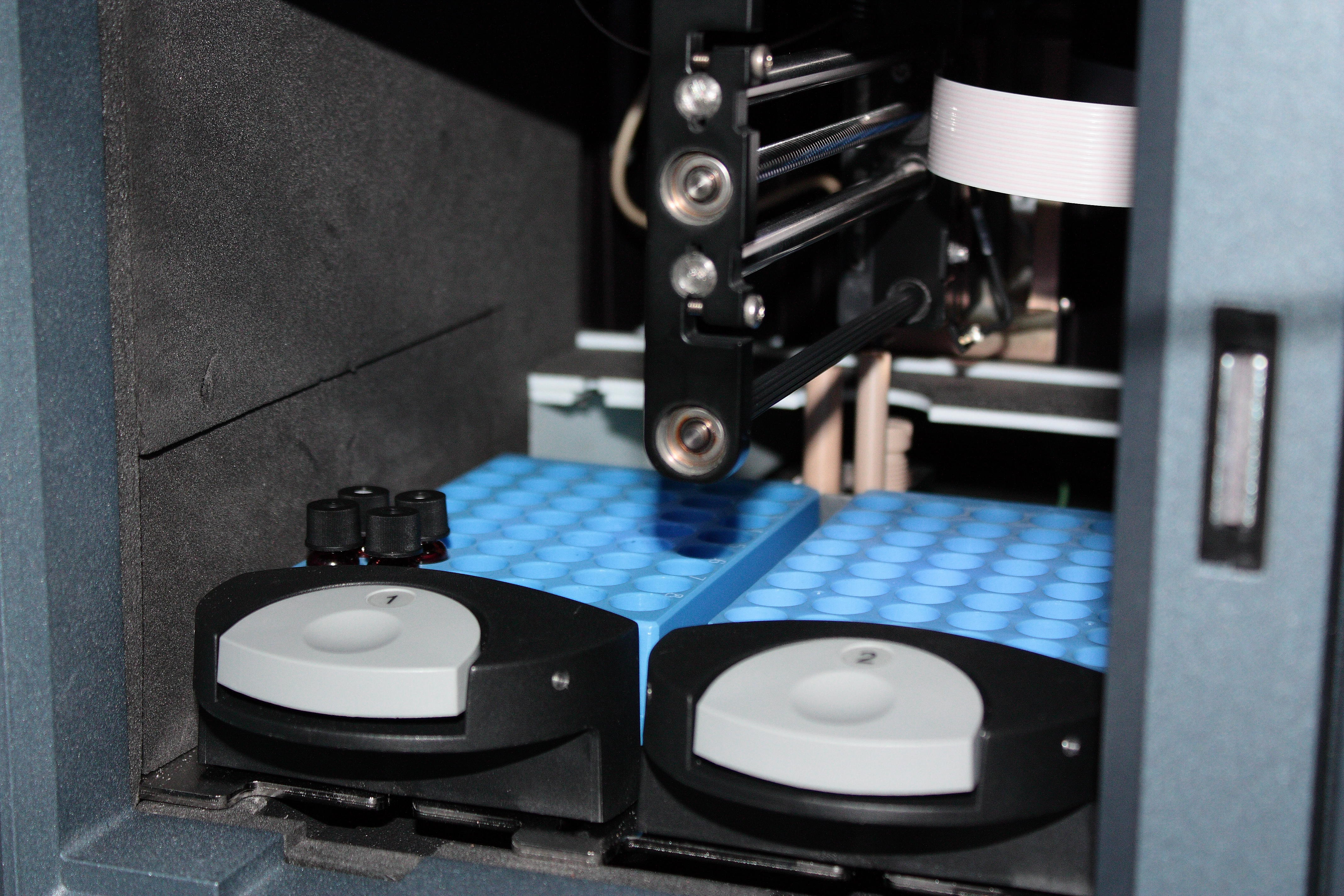
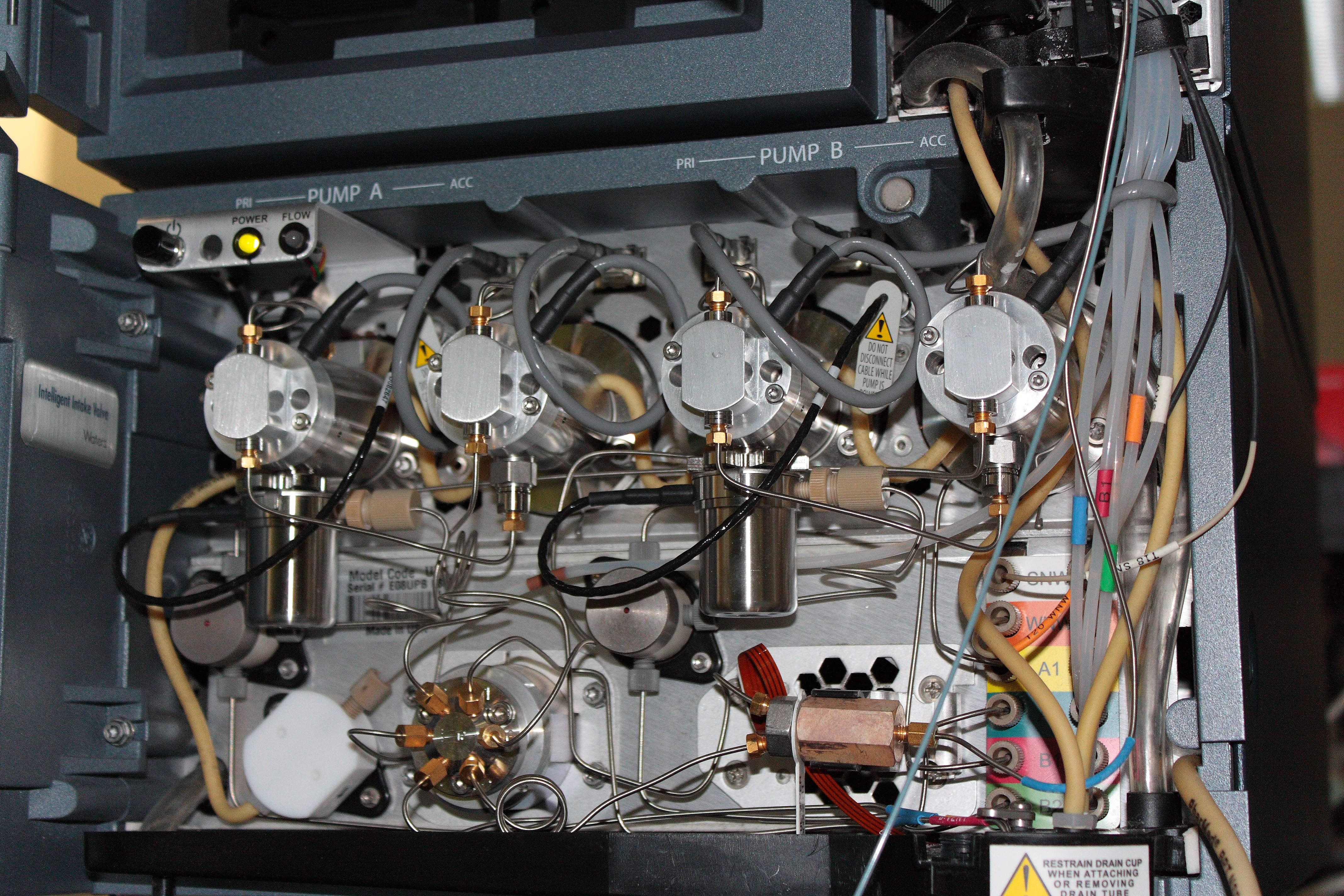
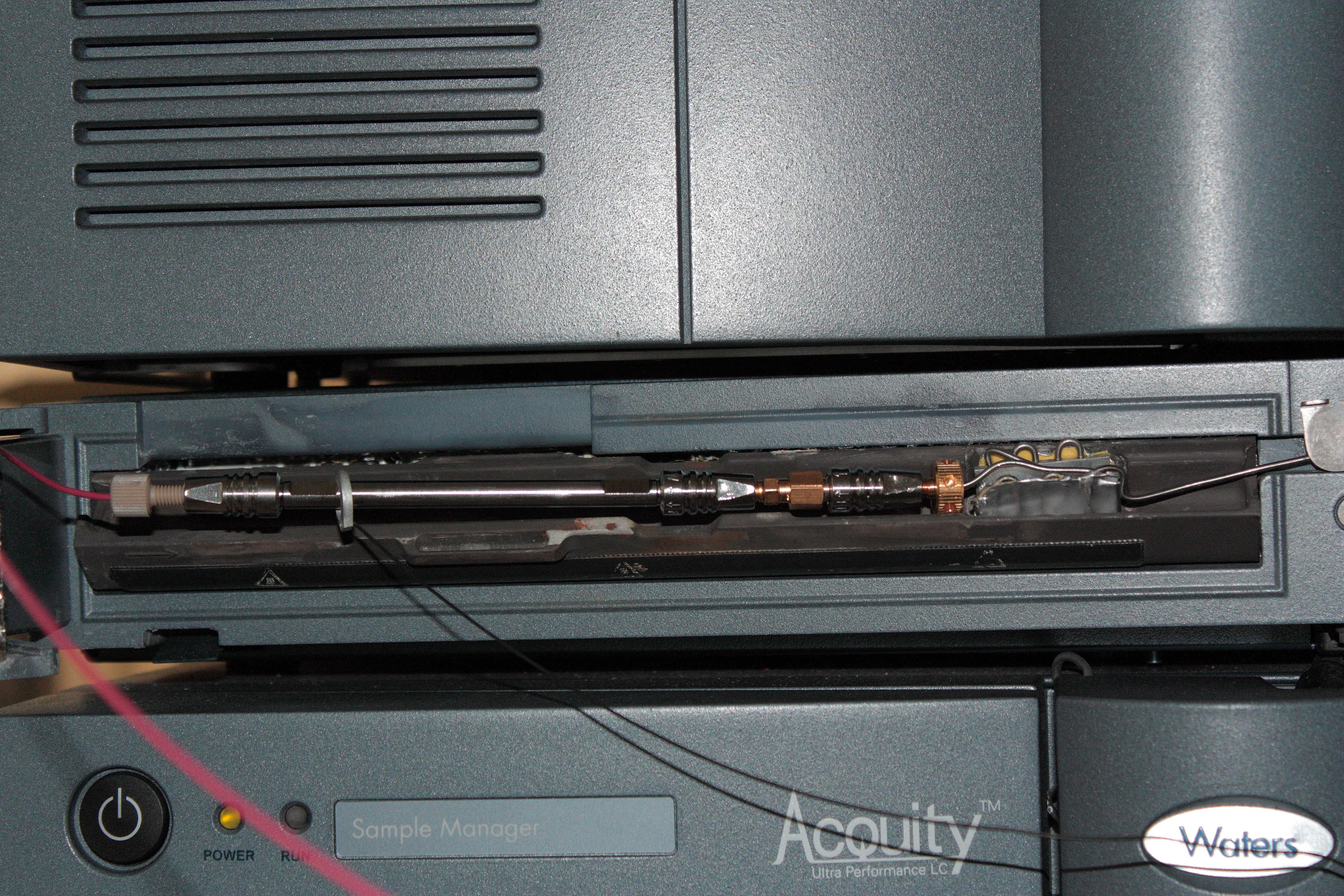